# Djougou
Djougou – miasto w północno-zachodnim Beninie. Jest ośrodkiem administracyjnym departamentu Donga. Położone jest około 370 km na północny zachód od stolicy kraju, Porto-Novo. W spisie ludności z 11 maja 2013 roku liczyło 94 773 mieszkańców. 
Djougou jest ważnym ośrodkiem handlowym regionu rolniczego. Jest miejscem przetwórstwa bawełny. Ponadto w Djougou znajduje się węzeł drogowy oraz lotnisko.